# Hot Cakes Tour
Hot Cakes Tour är en konsertturné under 2012 av det brittiska rockbandet The Darkness. Med denna turné marknadsförde de sitt tredje studioalbum, Hot Cakes. Under första delen av turnén var de huvudakt under konserter i Australien och USA. Därefter spelade gruppen på ett antal festivaler i Europa, såsom Sweden Rock Festival, Isle of Wight Festival och Sonisphere. Mellan 14 augusti och 6 oktober agerade The Darkness förband till Lady Gaga under Europa-delen av hennes The Born This Way Ball.

## Låtlista
Listan visar de låtar som spelades mest under turnén. Låtlistan ändrades dock ibland och vissa låtar byttes ut. Bandet använde som vanligt Abbas låt Arrival som intromusik innan de kom in på scenen. With a Woman spelades live för första gången under denna turné.
1. "Black Shuck"
2. "Growing on Me"
3. "The Best of Me"
4. "One Way Ticket"
5. "Nothing's Gonna Stop Us"
6. "Get Your Hands off My Woman"
7. "Everybody Have a Good Time"
8. "Holding My Own"
9. "Love Is Only a Feeling"
10. "Concrete"
11. "Friday Night"
12. "Every Inch of You"
13. "Is It Just Me?"
14. "Street Spirit (Fade Out)"
15. "With a Woman"
16. "Givin' Up"
17. "Stuck in a Rut"
18. "I Believe in a Thing Called Love"
Extranummer:
19. "Hazel Eyes"
20. "Love on the Rocks with No Ice"

### Övriga låtar
- "With a Woman"
- "Bareback"
- "Can't Believe It's Not Love"

## Datum
| Datum:                       | Plats:                                      | Stad:             | Land:         |
| ---------------------------- | ------------------------------------------- | ----------------- | ------------- |
| Nothing's Gonna Stop Us Tour |                                             |                   |               |
| Australien                   |                                             |                   |               |
| 4 maj 2012                   | Eaton Hill                                  | Brisbane          | Australien    |
| 5 maj 2012                   | Workers                                     | Newcastle         | Australien    |
| 6 maj 2012                   | Roundhouse                                  | Sydney            | Australien    |
| 8 maj 2012                   | Palace Theatre                              | Melbourne         | Australien    |
| 9 maj 2012                   | Palace Theatre                              | Melbourne         | Australien    |
| 10 maj 2012                  | ANU                                         | Canberra          | Australien    |
| 12 maj 2012                  | Thebarton Theatre                           | Adelaide          | Australien    |
| USA                          |                                             |                   |               |
| 18 maj 2012                  | Toad's Place                                | New Haven         | USA           |
| 19 maj 2012                  | Preakness InfieldFest 2012                  | Baltimore         | USA           |
| 20 maj 2012                  | Rock on the Range                           | Columbus          | USA           |
| 22 maj 2012                  | Marathon Music Works                        | Nashville         | USA           |
| 23 maj 2012                  | House of Blues                              | New Orleans       | USA           |
| 25 maj 2012                  | Stubbs                                      | Austin            | USA           |
| 26 maj 2012                  | Rocklahoma                                  | Pryor Creek       | USA           |
| 27 maj 2012                  | House of Blues                              | Dallas            | USA           |
| Europa                       |                                             |                   |               |
| 2 juni 2012                  | Trondheim Rock                              | Trondheim         | Norge         |
| 8 juni 2012                  | Sweden Rock Festival                        | Norje             | Sverige       |
| 16 juni 2012                 | Azkena Rock Festival                        | Vitoria-Gasteiz   | Spanien       |
| 23 juni 2012                 | Gods of Metal                               | Milano            | Italien       |
| 24 juni 2012                 | Isle of Wight Festival                      | Isle of Wight     | England       |
| 29 juni 2012                 | Belgrade Calling Festival                   | Belgrad           | Serbien       |
| 6 juli 2012                  | T in the Park                               | Kinross           | Skottland     |
| 8 juli 2012                  | Sonisphere                                  | Amneville         | Frankrike     |
| 14 juli 2012                 | Thetford Forest                             | Brandon           | England       |
| 22 juli 2012                 | Son Fusteret                                | Palma de Mallorca | Spanien       |
| 4 augusti 2012               | Przystanek Woodstock                        | Kostrzyn nad Odrą | Polen         |
| The Born This Way Ball       |                                             |                   |               |
| Europa                       |                                             |                   |               |
| 14 augusti 2012              | Armeets Arena                               | Sofia             | Bulgarien     |
| 16 augusti 2012              | Piaţa Constituţiei                          | Bukarest          | Rumänien      |
| 18 augusti 2012              | Wiener Stadthalle                           | Wien              | Österrike     |
| 21 augusti 2012              | Vingis Park                                 | Vilnius           | Litauen       |
| 23 augusti 2012              | Mežaparks                                   | Riga              | Lettland      |
| 25 augusti 2012              | Sångarfältet i Tallinn                      | Tallinn           | Estland       |
| 27 augusti 2012              | Hartwall Arena                              | Helsingfors       | Finland       |
| 28 augusti 2012              | Hartwall Arena                              | Helsingfors       | Finland       |
| 30 augusti 2012              | Globen                                      | Stockholm         | Sverige       |
| 31 augusti 2012              | Globen                                      | Stockholm         | Sverige       |
| 2 september 2012             | Parken                                      | Köpenhamn         | Danmark       |
| 4 september 2012             | Lanxess Arena                               | Köln              | Tyskland      |
| 5 september 2012             | Lanxess Arena                               | Köln              | Tyskland      |
| 8 september 2012             | Twickenham Stadium                          | London            | England       |
| 9 september 2012             | Twickenham Stadium                          | London            | England       |
| 11 september 2012            | Manchester Arena                            | Manchester        | England       |
| 12 september 2012            | O2 ABC Glasgow                              | Glasgow           | Skottland     |
| 15 september 2012            | Aviva Stadium                               | Dublin            | Irland        |
| 17 september 2012            | Ziggo Dome                                  | Amsterdam         | Nederländerna |
| 18 september 2012            | Ziggo Dome                                  | Amsterdam         | Nederländerna |
| 20 september 2012            | O2 World                                    | Berlin            | Tyskland      |
| 22 september 2012            | Stade de France                             | Paris             | Frankrike     |
| 24 september 2012            | TUI Arena                                   | Hannover          | Tyskland      |
| 26 september 2012            | Hallenstadion                               | Zürich            | Schweiz       |
| 27 september 2012            | Hallenstadion                               | Zürich            | Schweiz       |
| 29 september 2012            | Sportpaleis                                 | Antwerpen         | Belgien       |
| 30 september 2012            | Sportpaleis                                 | Antwerpen         | Belgien       |
| 1 oktober 2012               | Batschkapp                                  | Frankfurt         | Tyskland      |
| 2 oktober 2012               | Mediolanum Forum                            | Milano            | Italien       |
| 3 oktober 2012               | Palais Nikaia                               | Nice              | Frankrike     |
| 4 oktober 2012               | Palais Nikaia                               | Nice              | Frankrike     |
| 6 oktober 2012               | Palau Sant Jordi                            | Barcelona         | Spanien       |
| 7 oktober 2012               | La Riviera                                  | Madrid            | Spanien       |
| Nordamerika                  |                                             |                   |               |
| 21 oktober 2012              | Terminal 5                                  | New York          | USA           |
| 24 oktober 2012              | Club Nokia                                  | Los Angeles       | USA           |
| 26 oktober 2012              | Foro Sol                                    | Mexico City       | Mexiko        |
| 30 oktober 2012              | Coliseo de Puerto Rico José Miguel Agrelot  | San Juan          | Puerto Rico   |
| 31 oktober 2012              | Coliseo de Puerto Rico José Miguel Agrelot  | San Juan          | Puerto Rico   |
| 3 november 2012              | Estadio Nacional                            | San José          | Costa Rica    |
| Sydamerika                   |                                             |                   |               |
| 6 november 2012              | Estadio El Campin                           | Bogotá            | Colombia      |
| 9 november 2012              | Parque dos Atletas                          | Rio de Janeiro    | Brasilien     |
| 11 november 2012             | Estadio Cicero Pompeu de Toledo             | São Paulo         | Brasilien     |
| 13 november 2012             | FIERGS Concert Grounds                      | Porto Alegre      | Brasilien     |
| 16 november 2012             | Estadio Monumental Antonio Vespucio Liberti | Buenos Aires      | Argentina     |
| 20 november 2012             | Estadio Nacional de Chile                   | Santiago          | Chile         |
| 23 november 2012             | Estadio Universidad San Marcos              | Lima              | Peru          |
| 26 november 2012             | Hipódromo de Asunción                       | Asuncion          | Paraguay      |
| Afrika                       |                                             |                   |               |
| 30 november 2012             | Soccer City                                 | Johannesburg      | Sydafrika     |
| 3 december 2012              | Green Point Stadium                         | Kapstaden         | Sydafrika     |
| Europa                       |                                             |                   |               |
| 6 december 2012              | Telenor Arena                               | Oslo              | Norge         |
| 9 december 2012              | SKK Arena                                   | Sankt Petersburg  | Ryssland      |
| 12 december 2012             | Moskva                                      | Olimpijskij       | Ryssland      |

## Medverkande
- Ed Graham – trummor
- Dan Hawkins – gitarr, kör
- Justin Hawkins – sång, gitarr
- Frankie Poullain – bas, koskälla